# Beretta 682
La familia de escopetas Beretta 682 (S682, 682 Gold y actualmente 682 Gold E) es un escopeta superpuesta de competencia. Está fabricada por Fabbrica d'Armi Pietro Beretta, en Gardone Val Trompia, Italia.
El 682 entra varios grados para caza, sporting clays, trap y skeet.
Existen dos versiones de la Beretta 682 escopeta.  La primera versión de la acción es la versión original producida hasta el año 1994, de "marco" ancho", heredado del cajón de mecanismos de la Beretta S680.  La "S682, dio paso al modelo 682, angostando la recámara, reemplazando los chokes fijos por chokes intercambiables, y reduciendo el peso del cañón también.  Este modelo nuevo es compatible en ancho (o "estrecho") con el 686 y 687 líneas. Beretta actualmente utiliza el mismo grosor de marco que uso en los modelos s680 y s62 originales para sus escopetas serie 690 (691, 693, 694).
Las culatas actuales de la serie 680 (682/686/687) [1.525 pulgadas, 38.7 mm] no cabrá en un los marcos originales S682 auricular ancho [1.585 pulgadas, 40.3 mm]..
Sin embargo los modelos originales y los actuales comparten muchas de las mismas partes, y los juegos de cañones del 682 actual pueden ser usados en el s682 original.  
La razón primaria dada para los cambios de diseño del marcos son generalmente concebidos para ahorrar reducir el peso de escopetas de competición Olímpica, como el S682 y subsiguientes modelos 682/686/687.